# Tom Söderberg
Tom Söderberg (n. 25 august 1987) este un fotbalist suedez care evoluează la clubul Dalkurd FF în Superettan.